# Gust van Werveke
August Anna Karl (Gust) van Werveke (Limpertsberg (Rollingergrund), 2 oktober 1896 – Luxemburg-Stad, 1 oktober 1976) was een Luxemburgs advocaat, journalist en attaché. 

## Leven en werk
Gust van Werveke was een zoon van kunstenaar en architect Auguste van Werveke (1866-1927) en van Marguerite Kellen (1866-1896), die kort na zijn geboorte overleed. Na het Athénée de Luxembourg studeerde hij filosofie, filologie en rechten in München, Toulouse en Straatsburg. Vanaf december 1920 was hij secretaris van de Fédération des industriels luxembourgeois met verantwoordelijkheden in de import-exportsector. In 1921 studeerde hij economie en koloniale wetenschappen aan het Institut Philotechnique in Brussel. Hij publiceerde nog tijdens zijn studie zijn eerste artikelen in linkse kranten als Die Erde, Der Gegner en Der Arbeitterrat. Hij werd advocaat, maar werkte in de jaren 1920 en 1930 vooral als journalist. Hij publiceerde historische en regionale studies in de tijdschriften Rappel, Meuse-Luxembourg, Echo de l'Industrie en A-Z Luxemburger Illustrierte en schreef daarnaast literaire werken, waaronder gedichten, reisschetsen, artistieke manifesten en de roman Paul Robert, die in delen werd gepubliceerd in Cahiers luxembourgeois (1927-1928).
Van Werveke was geïnteresseerd in de Europese politiek. Tijdens de Novemberrevolutie in het Duitse Keizerrijk in 1918 nam hij als enige buitenlander deel aan de grondwetgevende vergadering onder Kurt Eisner. Het jaar erop nam hij deel aan een poging om in Luxemburg een republiek op te richten. Aan het begin van de jaren 1920 werd Van Werveke politiek directeur van Der Landwirt. Van 1923 tot 1924 was hij voorzitter van de studentenorganisatie  Association générale des étudiants luxembourgeois (AGEL/ASSOSS). Vanaf 1924 schreef hij voor het Escher Tageblatt, waarvan hij in politiek directeur en in 1927 hoofdredacteur werd. In 1925 werd hij secretaris-generaal van de kort daarvoor opgerichte Groupement universitaire luxembourgeois pour la Société des Nations, dat een centrum moest worden voor propaganda en documentatie over de Volkenbond. In 1931 nam hij de redactie over van het militante tijdschrift Junge Welt.
In mei 1940 werd Van Werveke met collega journalist Evy Friedrich gearresteerd als leden van een denkbeeldige Komintern-cel en later naar een kamp in Silezië getransporteerd. Na de oorlog was hij betrokken bij de wederopbouw als attaché en secretaris-generaal van het Ministerie van Arbeid en Sociale Zekerheid. Hij was als zodanig voorzitter van de Conférence Nationale du Travail (1947) en vertegenwoordigde Luxemburg op internationale vergaderingen, onder meer bij de Internationale Arbeidsorganisatie in Genève. Hij ontving voor zijn inzet onderscheidingen vanuit binnen- en buitenland.
Gust van Werveke trouwde in 1930 met Ernestine Maria Barbaglia (1901-1989). Hij overleed een dag voor zijn tachtigste verjaardag.

## Onderscheidingen
- Ridder in de Orde van de Eikenkroon (1958)[7]
- Ridder in het Legioen van Eer (1957)[8]
- Ridder in de Orde van Leopold II (1949)[9]
- Officier in de Orde van Oranje-Nassau
- Officier in de Kroonorde van België
- Officier in de Orde van Sociale Verdienste van Frankrijk (1948)[10]
- Commandeur in de Orde van Verdienste van het Groothertogdom Luxemburg